# 프리츠 셰퍼
프리츠 셰퍼(독일어: Fritz Schäffer, 1888년 5월 12일~1967년 3월 29일)는 독일의 정치인이다. 1929년부터 1933년까지 바이에른 인민당의 당 의장을 지냈다. 제2차 세계 대전 후 바이에른 기독교사회연합 창당에 가담했으며, 콘라트 아데나워 내각에서 재무장관과 법무장관을 지냈다.

## 생애

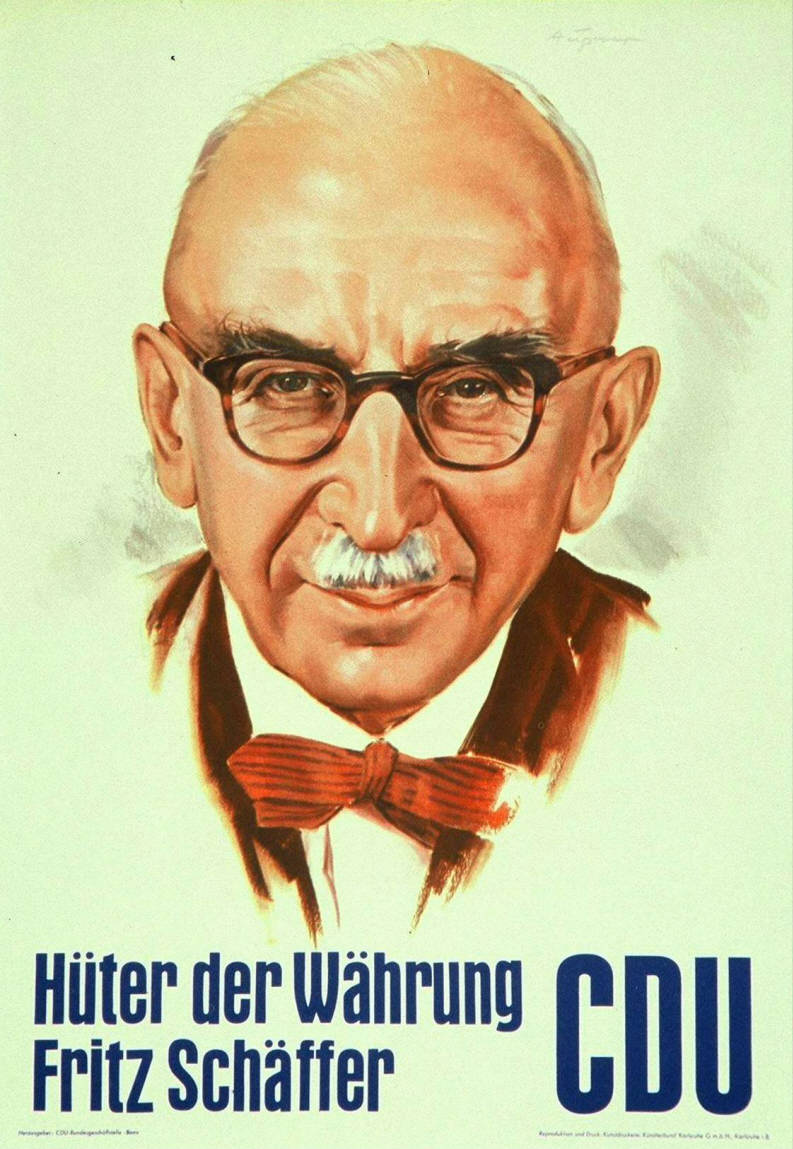
선거 포스터

1888년 5월 12일 뮌헨의 가톨릭 가정에서 태어났다. 뮌헨 대학교에서 법학을 전공한 후 제1차 세계 대전에 참전했으며, 전후 바이에른 주정부 내 내무부와 지역 관청에서 잠시 일했다. 이후 바이에른 인민당에 가입, 1920년 치러진 바이에른주 주의회 선거에 출마해 주의원으로 당선됐다. 1929년부터 1933년까지 바이에른 인민당의 당 의장을 지냈다.
1933년 나치당의 결정에 의해 바이에른주 주정부가 해산되면서 잠시 체포·구금됐다. 석방된 후 나치당 집권기 동안에는 변호사로 활동했다. 1944년 7·20 음모 처벌 과정에서 당국에 다시 체포, 8월부터 10월까지 다하우 강제 수용소에 수감됐다.
1945년 5월 바이에른 지역을 점령한 미 군정에 의해 바이에른주 주총리로 임명됐지만 구 나치 인사들에게 유화적으로 대하자 미 군정에 의해 9월 직위를 박탈당했다. 같은 해 바이에른 기독교사회연합 창당 과정에서 공동 창당인에 이름을 올렸다. 창당 과정에서 당내 보수파의 지도자로 올라 자유파 지도자인 요제프 뮐러와 잦은 충돌을 일으켰다. 급기야 뮐러가 당권을 쥐자 바이에른 독립을 주장하는 바이에른당과 연결을 취하기도 했다. 한편 미 군정은 주총리 시절 나치 인사에 유화적으로 대한 것을 이유로 1946년부터 2년 간 정치 활동을 금지시켰다.
1949년 서독 첫 총선에서 파사우 선거구에 기사련 소속으로 출마해 당선됐다. 이 총선으로 독일 기독교민주연합의 당 의장인 콘라트 아데나워가 총리직에 오르자 서독 첫 내각에서 재무장관으로 지명되어 1957년까지 재임했다. 1957년부터는 재무장관에서 법무장관으로 직위를 옮겨 1961년까지 지냈다. 1961년 장관·의원직에서 물러나면서 정계 은퇴했다. 1967년 3월 29일 베르히테스가덴에서 죽었다.